# Ясима (броненосец)
Ясима (яп. 八島 букв. «восемь островов», одно из названий Японии) — японский броненосец, потопленный во время русско-японской войны.

## Строительство
Был построен в Великобритании на верфи Армстронга в Эльсвике по заказу Японии. Прототипом был британский «Ройял Соверен», но водоизмещение было меньше на 2000 тонн, мог взять на борт меньше угля, а устаревшим 343-мм орудиям главного калибра пришли на смену  305-мм современные пушки. Покинул Великобританию 15 сентября 1897 и 30 ноября 1897 прибыл в Японию (Йокосука).

## Служба
Во время русско-японской войны участвовал в блокаде и обстрелах Порт-Артура. 15 мая 1904 (в 11:10) подорвался на двух минах, выставленных русским минным заградителем «Амур». Японцы пытались отбуксировать «Ясиму» на базу, но крен нарастал. В 17:00 команда в полном порядке покинула судно. Спустя несколько часов «Ясима» перевернулся и затонул примерно в 40 км от Порт-Артура.
Также существует версия, что японское командование пыталось скрыть факт потопления броненосца «Ясима».
Цитата из книги: 
"События 15 мая для японского военного командования стали настоящим потрясением. Ещё бы: линейные силы флота сократились на треть! Теперь у адмирала Того оставалось всего четыре броненосца 1 класса, а в Порт-Артуре после завершения ремонта их будет шесть. Кроме того, на Балтике полным ходом шла комплектация Второй Тихоокеанской эскадры, в которую, как ожидалось, войдут ещё восемь броненосцев. Японии противопоставить им было нечего: собственные верфи строить большие корабли ещё не могли, а заказанные в 1903 году в Англии броненосцы «Касима» и «Катори» не имели никаких шансов вступить в строй в течение ближайших полутора лет. Да и вообще, поставка боевых кораблей стране, находящейся в состоянии войны, тогдашними международными соглашениями категорически запрещалась. Оставалось уповать на сохраняющийся перевес Японии в броненосных крейсерах, но это служило слабым утешением. Паритет сил на море Страну восходящего солнца не устраивал, ей было необходимо безоговорочное господство — иначе обеспечить бесперебойное снабжение сухопутной армии в Маньчжурии не представлялось возможным.
Поскольку «Ясима» затонула довольно далеко от берега, а русских кораблей поблизости не было, японцы засекретили факт её гибели. Хотя информация о потере броненосца все же появилась в прессе, точных данных на этот счёт не имелось, и русские моряки даже год спустя, накануне Цусимского боя, ожидали встретить «Ясиму» в числе своих противников. Вопреки этой версии, командир «Амура» Ф. И. Иванов в своём рапорте от 4 июня 1904 года точно указывает наименования потопленных японских броненосцев — «Хацусэ» и «Ясима».

## Командиры корабля
- капитан 1-го ранга Арима Синъити (有馬 新一) — с 24 июля 1896 года по 30 ноября 1897 года[3].
- капитан 1-го ранга Катаока Ситиро — с 27 декабря 1897 года по 2 ноября 1898 год[4].
- капитан 1-го ранга Утида Масатоси[яп.] — с 2 ноября 1898 года по 17 июня 1899 года[4].
- капитан 1-го ранга Уриу Сотокити — с 17 июня 1899 года по 21 мая 1900 года[5].
- капитан 1-го ранга Симадзаки Ёситада (島崎 好忠) — с 17 июня 1900 года по 6 июля 1901 года[3].
- капитан 1-го ранга Тандзи Хироо (丹治 寛雄) — с 6 июля 1901 года по 24 мая 1902 года[6].
- капитан 1-го ранга Ивасаки Тацуто (岩崎 達人) — с 23 октября 1902 года по 27 октября 1903 года[7].
- капитан 1-го ранга Сакамото Хадзимэ[яп.] — с 27 октября 1903 года по 31 августа 1904 года[8].